# Фуенкальєнте-де-ла-Пальма
Фуенкальєнте-де-ла-Пальма (ісп. Fuencaliente de la Palma) — муніципалітет в Іспанії, у складі автономної спільноти Канарські острови, у провінції Санта-Крус-де-Тенерифе, на острові Ла-Пальма. Населення — 1898 осіб (2010).
Муніципалітет розташований на відстані близько 1850 км на південний захід від Мадрида, 150 км на захід від Санта-Крус-де-Тенерифе.
На території муніципалітету розташовані такі населені пункти: (дані про населення за 2010 рік)
- Лас-Калетас: 163 особи
- Лос-Канаріос: 756 осіб
- Ель-Чарко: 36 осіб
- Ла-Фахана: 39 осіб
- Лас-Індіас: 647 осіб
- Лос-Кемадос: 257 осіб

## Демографія
Динаміка населення (INE ):

## Галерея зображень

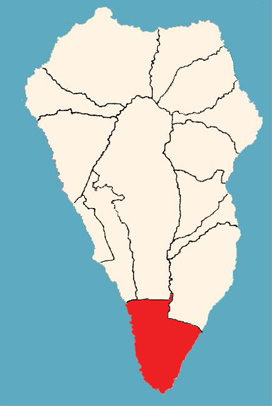
Розташування муніципалітету на острові Ла-Пальма
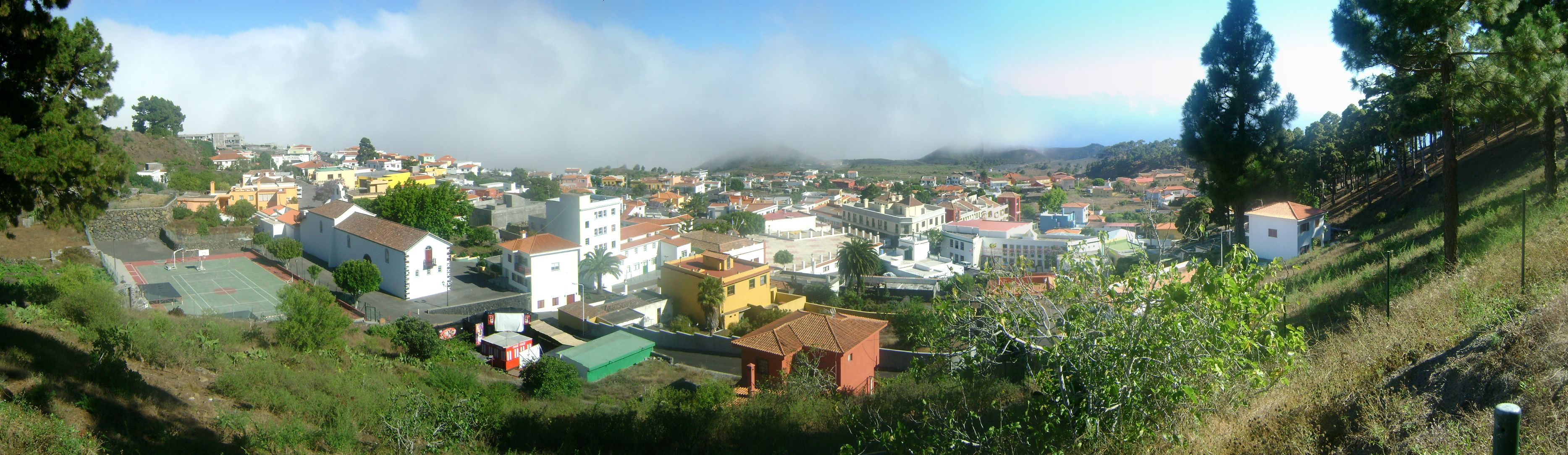
Фуенкальєнте